# Молосцы
Молосцы, молоссы (молотты, др.-греч. Μολοσσοί) — группа греческих племён, обитавших в Древней Греции в области Эпир.
Греческое племя, относившиеся к северо-западной греческой группе.
Крупнейшими городами молоссов были Пассарон, Текмон, Додона. Название области «Молоссия» сохранилось до наших дней. «Молосским» считался оракул Додоны. Известна также крупная порода собак, использовавшаяся молосцами для охраны стад и домов, на основе которой в последующие века был выведен ряд современных пород.

## История
В 385 г. до н. э. иллирийцы с помощью Дионисия Сиракузского напали на молосцев, пытаясь вернуть изгнанного царя Алкета. В эти годы Дионисий планировал установить контроль над всем Ионическим морем. Но в войну вмешалась Спарта и послала армию, которая изгнала иллирийцев во главе с царём дарданцев Бардилом. Несмотря на помощь 2000 греческих гоплитов и наличие 500 греческих доспехов, иллирийцы были разбиты спартанцами во главе с Агесилаем, но лишь после того, как они опустошили область и убили 15000 молосцев.
Во время другого иллирийского вторжения в 360 г. до н. э., молосский царь Арриб приказал эвакуировать нестроевую часть населения в Этолию, позволив иллирийцам разграбить поселения. Эта хитрость сработала, и молосцы внезапно напали на разбредшихся по стране и обременённых добычей иллирийцев и разбили их.
Молосцы участвовали в Эпирском союзе и играли в нём ведущую роль вплоть до Третьей Македонской войны, в которой приняли участие на стороне македонян, тогда как два других крупных племени Эпирского союза, хаоны и феспроты, приняли сторону римлян. Итогом этих событий стала национальная катастрофа — после поражения Македонии мстительные римляне в 167 до н. э. разгромили и разграбили 70 молосских городов, продав 150 тысяч эпиротов в рабство. Область молосцев, лишившаяся населения, почти полностью угнанного в рабство, запустела на два века. В результате этого племя молосцев было уничтожено и исчезло со страниц истории, а их прежняя область была обращена в римскую провинцию.

## Известные представители племени
- Олимпиада — мать Александра Македонского.
- Пирр — царь Эпира и выдающийся полководец.
- Адмет — эпирский царь, давший убежище Фемистоклу, несмотря на нанесённую ранее афинянином обиду.